# Hart to Hart
Hart to Hart (conocida en España como Hart y Hart y en Latinoamérica como Los Hart) es una serie de televisión estadounidense creada por el escritor Sidney Sheldon, producida por Aaron Spelling y Leonard Goldberg y protagonizada por Robert Wagner y Stefanie Powers. En su país de origen, fue emitida por la cadena de televisión ABC entre 1979 y 1984.

## Sinopsis
La serie giraba en torno a Jonathan Hart (Wagner), un clásico estereotipo del hombre de negocios quien hizo sus millones a partir de la nada (self-made millionaire), y CEO del conglomerado global Hart Industries; y su esposa, Jennifer (Powers), una periodista freelance.  La pareja vivía su vida a tope al más puro estilo jet-set, y pasaban su tiempo libre como detectives novatos, involucrándose en la investigación de casos de contrabando, robo, espionaje internacional y, principalmente, asesinato. Tenían su (opulento) hogar en California, y eran asistidos por Max (Stander), quien asistía lealmente a los Hart en sus numerosos casos, así como ser su mayordomo, su cocinero y chófer. Los Hart también tenían una mascota, un perro llamado Freeway, que había sido recogido en una autopista.

## Episodios
- Episodio piloto: Emitido en EE. UU el 25 de agosto de 1979.
- Primera temporada: 22 episodios emitidos en EE. UU entre el 22 de septiembre de 1979 y el 13 de mayo de 1980.
- Segunda temporada: 20 episodios emitidos en EE. UU entre el 11 de noviembre de 1980 y el 26 de mayo de 1981.
- Tercera temporada: 24 episodios emitidos en EE.UU entre el 6 de octubre de 1981 y el 18 de mayo de 1982.
- Cuarta temporada: 22 episodios emitidos en EE. UU entre el 28 de septiembre de 1982 y el 10 de mayo de 1983.
- Quinta temporada: 22 episodios emitidos en EE. UU entre el 27 de septiembre de 1983 y el 22 de mayo de 1984.

Las temporadas 2, 3 y 4 lograron estar en el Top 30 de los índices de audiencia de EE. UU (puestos 25, 15 y 17 respectivamente).
Nueve años después del fin de la serie regular, los actores volvieron a sus roles en la serie en una serie de ocho telefilmes, emitidos entre 1993 y 1996:
- Hart To Hart Returns (1993)
- Home Is Where The Hart Is (1994)
- Crimes Of The Hart (1994)
- Old Friends Never Die (1994)
- Secrets Of The Hart (1995)
- Two Harts In 3/4 Time (1995)
- Harts In High Season (1996)
- Till Death Us Do Hart (1996)

No obstante, Lionel Stander (Max) falleció nada más terminarse el rodaje de la quinta película, de cáncer de pulmón, a finales de 1994.

## La serie en España
En España, varios capítulos de esta serie fueron inicialmente emitidos intermitentemente por Televisión Española en los años 80. Se estrenó el 14 de enero de 1982 por la primera cadena, emitiéndose hasta junio de ese año. Un segundo pase se emitió a partir del 1 de marzo de 1986, y un tercer pase empezó a emitirse a partir del 25 de octubre de ese mismo año, estando en antena hasta principios de 1987. No obstante, la serie sería reemitida varias veces, más completamente, en las televisiones privadas Antena 3 y Telecinco en los años 90. También se han emitido varios de los telefilmes de reunión.